# QX Gaygalan 2017
QX Gaygalan 2017 var den 19:e QX Gaygalan och den hölls på Cirkus i Stockholm den 6 februari 2017. Galan leddes av Shima Niavarani. Det delades ut priser i arton kategorier, sjutton av dessa hade röstats fram av tidningen QX läsare. Transpersonerna, som tidigare delat priskategori med Årets Homo/bi fick en egen kategori och TV-priset delades till Årets svenska och Årets utländska TV-program. Dessutom introducerades priset Årets HBTQ-Youtuber. Som prisutdelare till Årets duo var det polska paret Jakup och Dawid utsedda, de har blivit ett internetfenomen när de gjort egna videos till Roxettelåtar och överraskades av Per Gessle som gav dom champagne till bröllopet, som är olagligt i Polen.

## Nominerade
Vinnare markeras med fetstil
| Årets homo/bi | Årets hetero |
| --- | --- |
| - Oscar Zia - Hedvig Lindahl - Edward af Sillén - Viktor Frisk - Magda Gad Prisutdelare: Sissela Kyle                                                                                          | - Peter Pettersson. Blev misshandlad efter att ha hindrat ungdomar förstöra prideflaggor. - Zara Larsson - Viktor Johansson, rallycrossförare som prydde sin bil med regnbågsfärger. Prisutdelare: Eva Dahlgren |
| Årets Hederspris | |
| Christopher Leinonen, postumt, ett av offren i terrordådet i Orlando 2016. Priset togs emot av Christopher Leinonens mor Christina och delades ut av tidningen QX:s chefredaktör Anders Öhrman | |
| Årets trans | Årets Keep Up The Good Work |
| - Cameron Jai - Erica Anderson - Vanessa Lopez | - GazeNet - Boy Magazine - Cinema Queer |
| Årets Drag | Årets klubb |
| - After Dark - Duo Raw - Admira Thunderpussy Prisutdelare: Maria Montazami och hennes syster Catharina Westphal                                                                                | - Gretas - Candy - King Kong - Moxy - Wonk |
| Årets Restaurang/Bar | Årets duo |
| - Bee Bar - Mälarpaviljongen - Side Track - Secret Garden - Bitter Pills Prisutdelare: Mia och Peg Parnevik                                                                                    | - Petra Mede och Måns Zelmerlöw - Jonas Hallberg och Tony Irving - Pernilla Wahlgren och Bianca Ingrosso Prisutdelare: Jakub och David                                                                          |
| Årets utländska TV-program | Årets svenska TV-program |
| - SKAM - RuPauls Dragrace - Transparent | - Eurovision Song Contest 2016 - Tjejer som oss - Allt för Sverige Prisutdelare: Fab Freddie |
| Årets svenska låt | Årets utländska låt |
| - Bara få va´mig själv – Laleh - Snacket på stan – Danny Saucedo - Aint My Fault – Zara Larsson Prisutdelare: Lasse Holm                                                                       | - Can´t Stop The Feeling – Justin Timberlake - Rockabye – Clean Bandit feat. Sean Paul och Anne-Marie - The Greatest – Sia                                                                                      |
| Årets Scen | Årets bok |
| - This is it – After Dark - Kinky Boots - Jag är Gud – Marika Carlsson | - This is my life – Christer Lindarw - Du bara – Anna Ahlund - På andra sidan växer gräset – Petra Sandberg Ahlund Prisutdelare: William Spetz                                                                  |
| Årets film | Årets Moment |
| - The Danish Girl - Carol - Freeheld | - Sverige- Brasilien-matchen i OS - Stina Ekblad läser Groupie i Melodifestivalen 2016 - Love Love Peace Peace i ESC 2016 Prisutdelare: Tess Asplund                                                            |
| Årets HBTQ-YouTuber | |
| - Thomas Sekelius - Kaily Norell - Daniel H Prisutdelare: Erica Anderson | |